# Cal Collins
Calvin Collins (Medora, 5 mei 1933 - Dillsboro, 27 augustus 2001) was een Amerikaanse jazzgitarist.

## Biografie
Aanvankelijk beïnvloed door bluegrass en countrymuziek, speelde Cal Collins voor het eerst mandoline in de vroege jaren 1950, voordat hij zich onder de invloed van de muziek van Nat King Cole, George Shearing, Art Tatum, Django Reinhardt en Charlie Christian tot de jazz wendde. Na het voltooien van zijn militaire dienst verhuisde hij naar Cincinnati, waar hij begon te spelen als jazzgitarist en in de komende decennia vooral in Indiana en Ohio optrad. Vanaf 1976 behoorde hij drie jaar tot de band van Benny Goodman. Vanaf eind jaren 1970 nam Collins regelmatig op onder zijn eigen naam voor Concord Jazz. Hij werkte ook als huisgitarist op verschillende publicaties van het label. Collins speelde met Marshall Royal, Rosemary Clooney, Monty Budwig, Jeff Hamilton, Herb Ellis, Ray Brown, Buddy Tate, Scott Hamilton, Frank Vincent, Warren Vaché jr., Nat Pierce en Jake Hanna. In 1993 ging hij met Doc Watson, Jerry Douglas en Cephas & Wiggins op tournee als onderdeel van de Masters of the Steel String Guitar. In zijn late jaren verscheen hij voornamelijk in Cincinnati.

## Overlijden
Cal Collins overleed in augustus 2001 op 68-jarige leeftijd aan leverfalen.

## Discografie
- 1974 : Milestones (Pausa)
- 1977 : Hi Boss Guitar
- 1978 : Cincinnati to L.A. (Concord Jazz)
- 1978 : In San Francisco (Concord Jazz)
- 1979 : Blues on My Mind (Concord Jazz)
- 1979 : By Myself (Concord Jazz)
- 1980 : Interplay (Concord Jazz)
- 1981 : Cross Country (Concord Jazz)
- 1983 : Crack'd Rib (Mo Pro)
- 1990 : Ohio Style (Concord Jazz)
- 1998 : S'us Four (J Curve) met Kenny Poole

- Bibliothèque nationale de France: cb139376692 (data)
- Gemeinsame Normdatei: 13463375X
- International Standard Name Identifier: 0000 0000 5516 1988
- Library of Congress Control Number: n79115711
- MusicBrainz: 47d20d3f-17b4-45c5-8b3c-ed3de9db6375
- Système universitaire de documentation: 170622975
- Virtual International Authority File: 17412071
- WorldCat: E39PBJmDrM8MDRK7mHWgFxK8G3